# Фенхолы
Фенхолы (фенхиловый спирт, 1,3,3-триметилбицикло[2.2.1]гептан-2-ол) — терпеноиды, производные фенхенов.
Встречаются в виде двух изомеров, каждый из которых имеет 2 оптических изомера:
- α-фенхол (эндо-форма)
- β-фенхол (экзо-форма)

## Свойства
М.м. 154.25
α-Фенхол — бесцветные или желтоватые кристаллы с запахом камфары с примесью цитрусовых.
- Тпл = 48оС
- Ткип = 200—201оС
- d420 = 0,9641
- [α]D20 = ±11,5о (раствор в этаноле)

β-Фенхол — жидкость с отвратительным плеснево-гнилостным запахом.
- Тпл = 5-6оС
- Ткип = 200—201оС
- d420 = 0,9630
- [α]D20 = +24о (раствор в этаноле)

Фенхолы плохо растворяются в воде, хорошо растворимы в этаноле и других органических растворителях.

## Нахождение в природе
Фенхолы содержатся в некоторых эфирных маслах и в скипидаре. В виде примеси присутствует в техническом изоборнеоле (в производстве камфоры).

## Получение
Фенхолы получают из скипидара, а также при гидратировании пиненов, восстановлении фенхона

## Применение
Фенхолы подавляют активность многих микроорганизмов, ограниченно применяются как растворители и компоненты искусственных эфирных масел.